# Lista di Swadesh
In linguistica, la lista di Swadesh è un elenco di parole il più indipendenti possibile dall'ambiente e dalla cultura, come le parti del corpo, i primi numeri, le grandezze («grande», «piccolo»), alcuni verbi basilari («mangiare», «bere»), etc. 
Varie versioni di essa furono redatte negli anni 1940-1950 dal linguista statunitense Morris Swadesh, per valutare la distanza linguistica fra le lingue. Lo scopo della lista era datare i cambiamenti avvenuti nell'evoluzione delle lingue, e sono state così poste le basi della glottocronologia, disciplina linguistica la cui validità è però contestata. 
Come già accennato, esistono diverse liste di Swadesh, che contengono un numero di parole più o meno grande; la più completa, la cui versione italiana è riportata qui di seguito, è composta da 207 parole.

## Lista
1. io
2. tu, Lei (formale)
3. lui, egli
4. noi
5. voi
6. loro, essi
7. questo
8. quello
9. qui, qua
10. là
11. chi
12. che
13. dove
14. quando
15. come
16. non
17. tutto
18. molti
19. alcuni
20. pochi
21. altro
22. uno
23. due
24. tre
25. quattro
26. cinque
27. grande
28. lungo
29. largo
30. spesso
31. pesante
32. piccolo
33. corto
34. stretto
35. sottile
36. donna
37. uomo (maschio adulto)
38. uomo (essere umano)
39. bambino
40. moglie
41. marito
42. madre
43. padre
44. animale
45. pesce
46. uccello
47. cane
48. pidocchio
49. serpente
50. verme
51. albero
52. foresta
53. bastone
54. frutta
55. seme
56. foglia
57. radice
58. corteccia
59. fiore
60. erba
61. corda
62. pelle
63. carne
64. sangue
65. osso
66. grasso
67. uovo
68. corno
69. coda
70. piuma
71. capelli
72. testa
73. orecchio
74. occhio
75. naso
76. bocca
77. dente
78. lingua
79. unghia
80. piede
81. gamba
82. ginocchio
83. mano
84. ala
85. pancia
86. intestino
87. collo
88. schiena
89. petto
90. cuore
91. fegato
92. bere
93. mangiare
94. mordere
95. succhiare
96. sputare
97. vomitare
98. soffiare
99. respirare
100. ridere
101. vedere
102. udire, sentire
103. sapere
104. pensare
105. odorare, annusare
106. temere
107. dormire
108. vivere
109. morire
110. uccidere
111. combattere
112. cacciare
113. colpire
114. tagliare
115. dividere, separare
116. pugnalare
117. graffiare
118. scavare
119. nuotare
120. volare
121. camminare
122. venire
123. distendersi
124. sedere
125. stare in piedi
126. girare
127. cadere
128. dare
129. tenere
130. spremere
131. strofinare
132. lavare
133. asciugare
134. tirare
135. spingere
136. gettare
137. legare
138. cucire
139. contare
140. dire
141. cantare
142. giocare
143. galleggiare
144. fluire
145. gelare
146. gonfiare
147. sole
148. luna
149. stella
150. acqua
151. pioggia
152. fiume
153. lago
154. mare
155. sale
156. pietra
157. sabbia
158. polvere
159. terra
160. nuvola
161. nebbia
162. cielo
163. vento
164. neve
165. ghiaccio
166. fumo
167. fuoco
168. ceneri
169. bruciare
170. strada
171. montagna
172. rosso
173. verde
174. giallo
175. bianco
176. nero
177. notte
178. giorno
179. anno
180. caldo
181. freddo
182. pieno
183. nuovo
184. vecchio
185. buono
186. cattivo
187. marcio
188. sporco
189. dritto
190. rotondo
191. aguzzo, affilato
192. smussato
193. liscio
194. bagnato
195. asciutto, secco
196. corretto
197. vicino
198. lontano
199. destra
200. sinistra
201. a
202. in
203. con
204. e
205. se
206. perché
207. nome